# Söderbergsällskapet

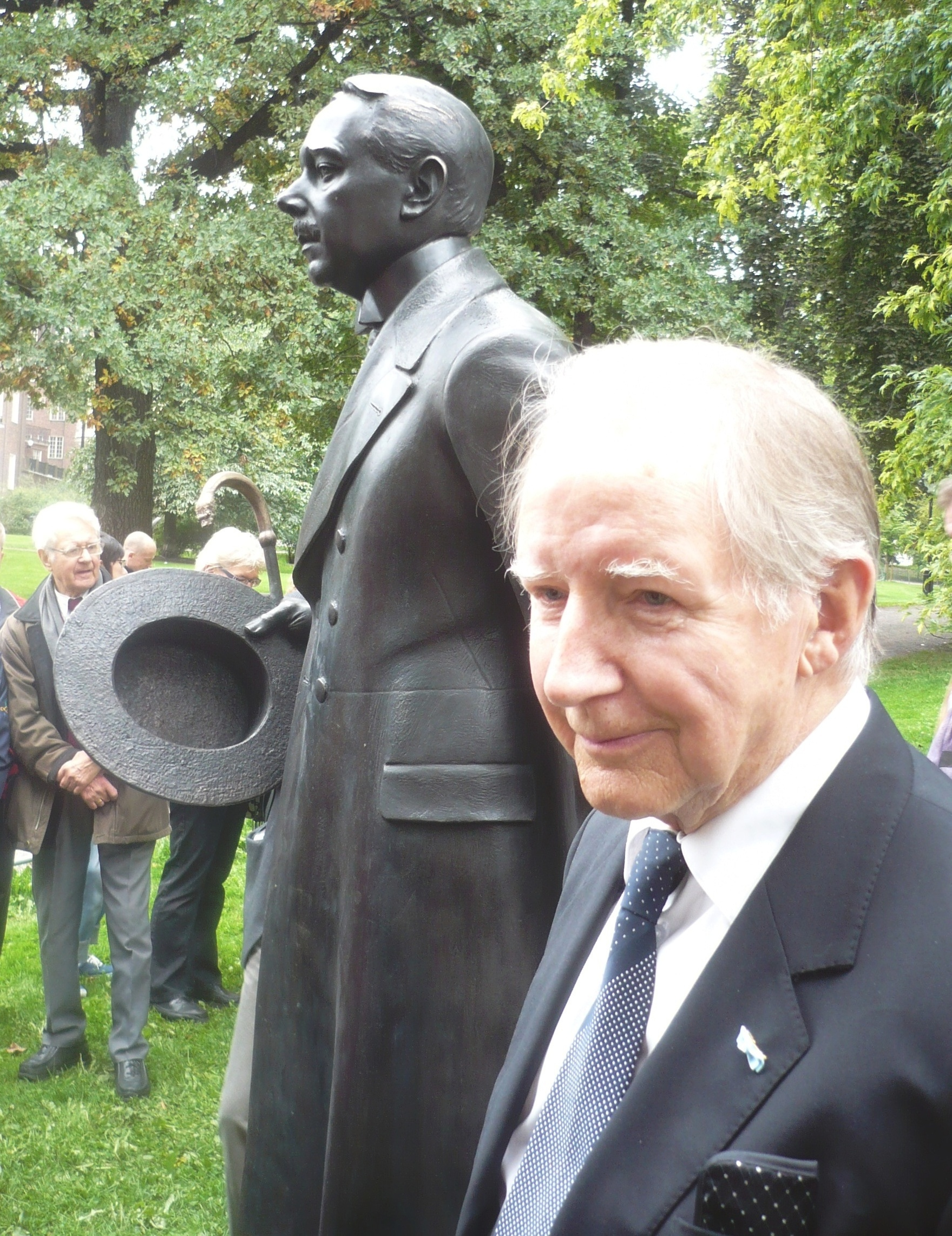
Bure Holmbäck, initiativtagare till Söderbergsällskapet. Här i september 2010 vid avtäckningen av Hjalmar Söderberg-statyn i Humlegården.

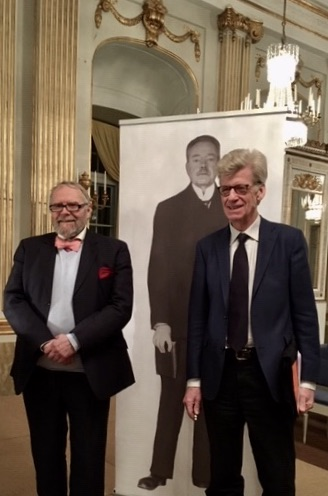
Avgående ordförande Nils O. Sjöstrand och tillträdande ordförande Gustaf Neander flankerar bilden av Hjalmar Söderberg (januari 2018).

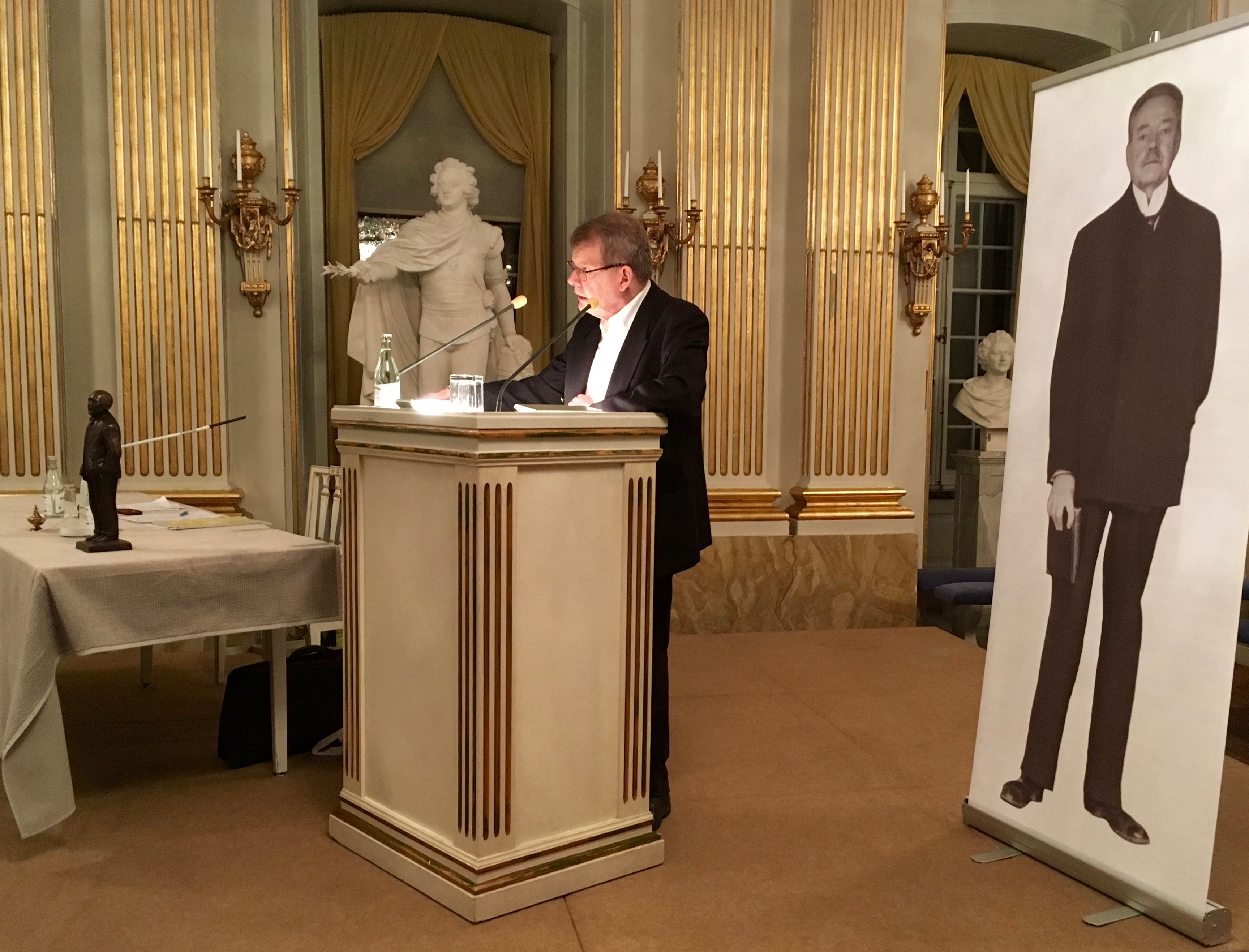
Vice ordförande Lars Sjöstrand håller föredrag om Hjalmar Bergman och Hjalmar Söderberg vid sällskapets årsmöte i Svenska Akademiens Börssal den 15 januari 2020.

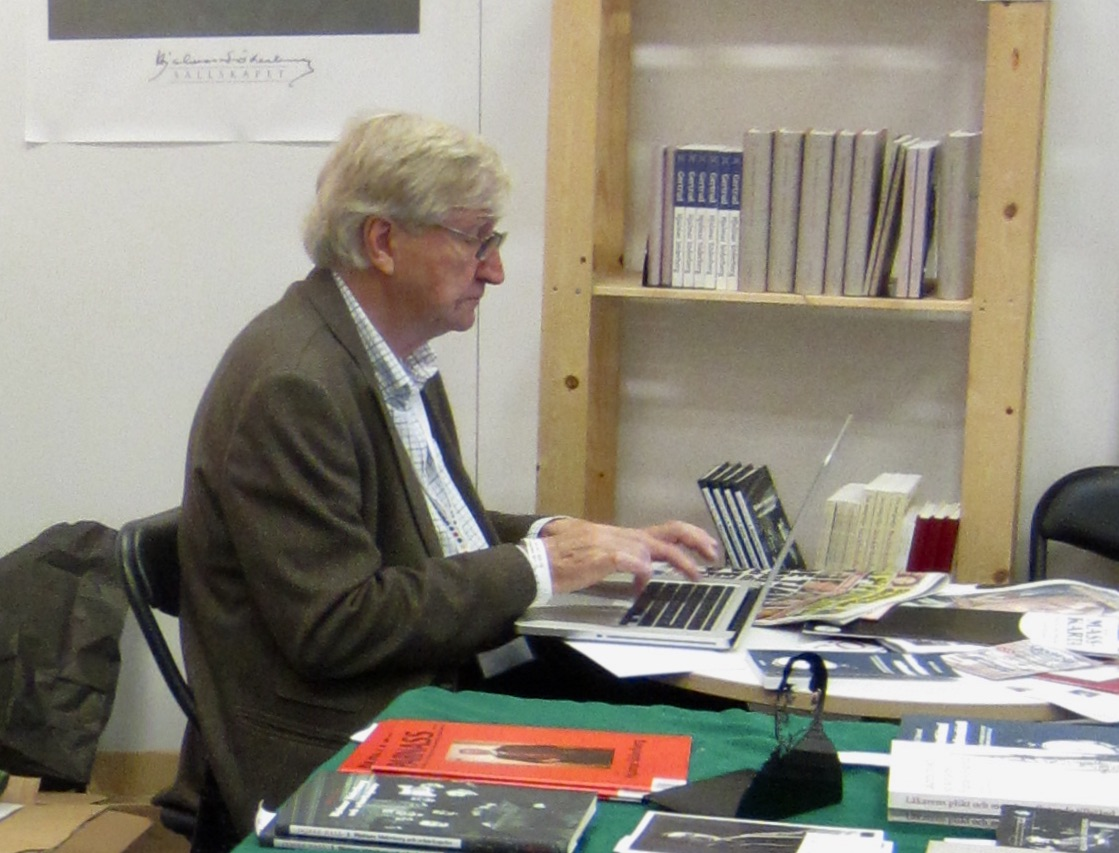
Redaktör Kurt Mälarstedt på Bokmässan i Göteborg.

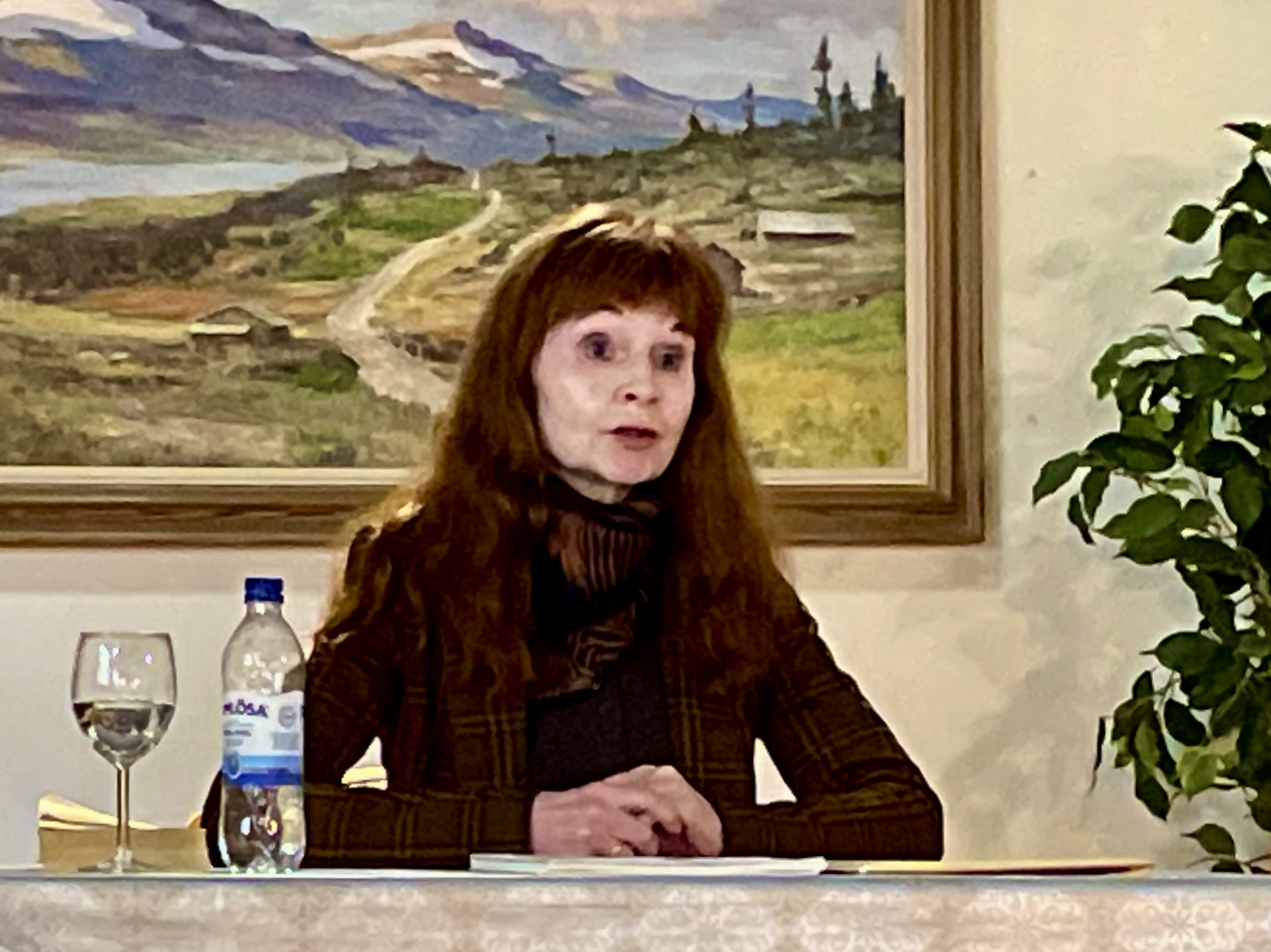
Tina Hamrin höll i april 2025 ett föredrag, vilket handlade om tänkeboken Hjärtats oro (1909) med de olika uppfattningar, som fanns mellan Hjalmar Söderberg och Vitalis Norström.

Söderbergsällskapet bildades den 16 februari 1985 och konstituerades den 31 augusti samma år. Initiativtagare var litteraturdocenten, biblioteksmannen och författaren Bure Holmbäck, som sommaren 1984 arrangerade en mycket välbesökt utställning på Kungliga biblioteket om Hjalmar Söderberg. Holmbäck undersökte därvid möjligheterna, att bilda ett litterärt sällskap i syfte, att främja intresset för Hjalmar Söderbergs författarskap, hans person, hans samtid och hans miljöer. 
Bure Holmbäck valdes 1985 till ordförande för Söderbergsällskapet och hade detta uppdrag fram till årsmötet 2000. Han efterträddes då av professor emeritus Nils O. Sjöstrand, som var ordförande fram till årsmötet i januari 2018, då Gustaf Neander tog över ordförandeskapet.

## Syfte
I stadgans paragraf 1 för Söderbergsällskapet framgår syftet för sällskapets verksamhet:
"Söderbergsällskapet,...har till uppgift att i olika former främja intresset för och studiet av Hjalmar Söderbergs författarskap, hans person och hans tidsmiljöer: genom samvaro med föredrag och diskussioner om Hjalmar Söderberg; genom att stimulera läsning av hans verk och vetenskaplig forskning om hans verk och person; samt genom att i lämpliga former underlätta sådan forskning."

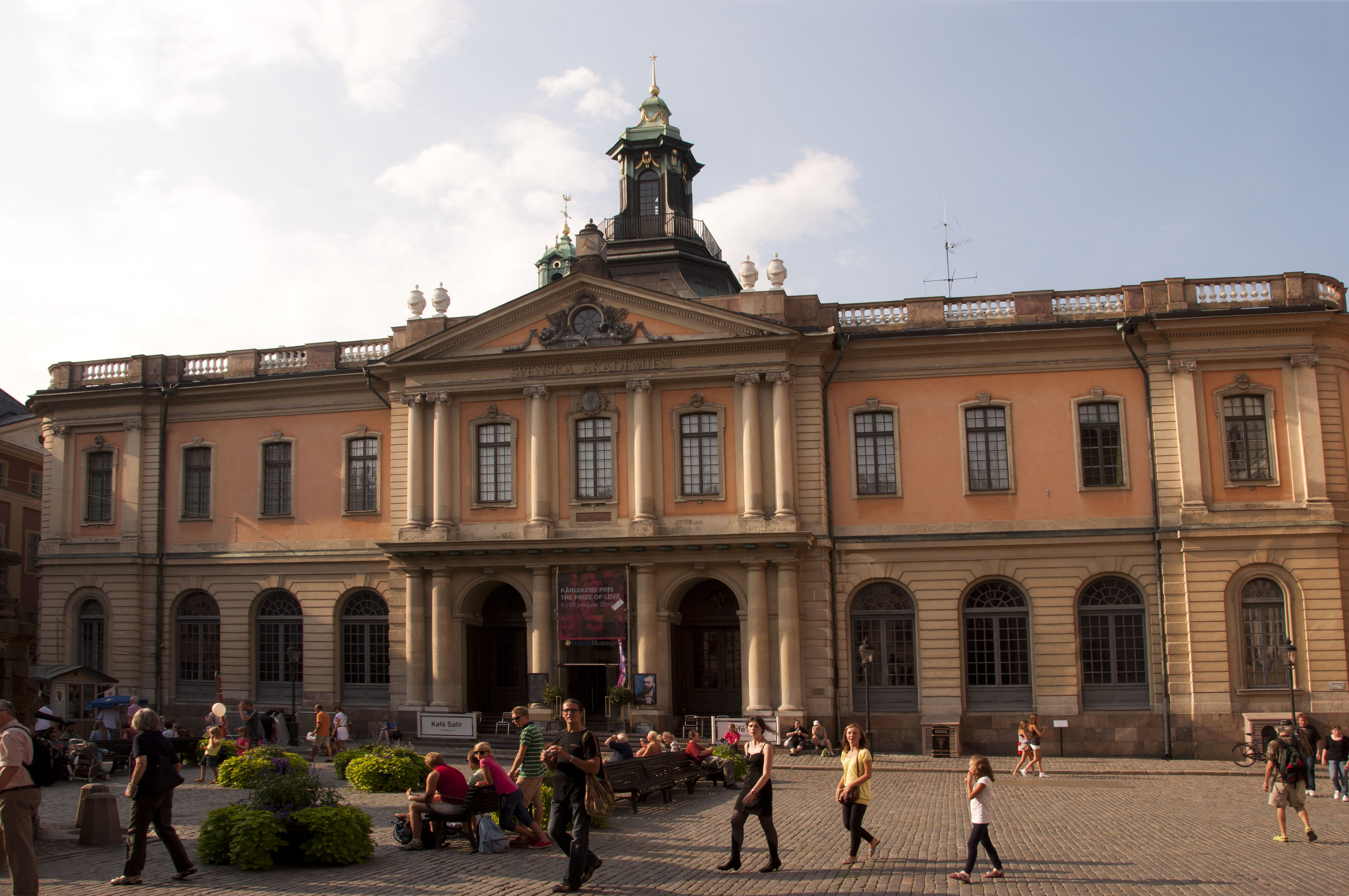
Börshusets fasad mot Stortorget. Söderbergsällskapet har som regel haft sitt årsmöte i Svenska Akademiens Börssal.

Söderbergsällskapets historia och verksamhet behandlades vid årsmötet i januari 2011.  Bure Holmbäck och Nils O. Sjöstrand gav då glimtar från de två tidsperioder då de varit ordförande i sällskapet.

### Medlemmar och översättningar
Sällskapet har sitt säte i Stockholm och har drygt 200 medlemmar. Två av de utländska medlemmarna, professorer i Paris respektive Florens, har både forskat om Hjalmar Söderberg och översatt flera av hans verk, till franska och till italienska. Det finns ett stigande intresse för Hjalmar Söderberg i utlandet. I Tyskland och i Österrike blev han tidigt översatt av bland andra Marie Franzos. Senare har Söderberg blivit översatt även i Frankrike och Storbritannien. Idag tycks han alltså på allvar ha blivit uppmärksammad i den anglosaxiska litterära världen, liksom i Polen, i Baltikum och på Balkan samt i Kina. Till flest språk har Doktor Glas blivit översatt.

### Styrelse
- Ordförande Gustaf Neander
- Vice ordförande Lars Sjöstrand
- Sekreterare Pernilla Lindh
- Skattmästare Tore Hamnegård
- Ledamot Sophie Allgårdh
- Ledamot Gerd Hamnegård
- Ledamot Tina Hamrin
- Ledamot Hugo Sandelin

## Verksamhet

### Föredrag och vandringar
Söderbergsällskapet arrangerar årligen mellan fem och tio program. Årsmötet i januari äger rum i Svenska Akademiens Börssal i Börshusets övervåning. Efter mötesförhandlingarna följer ett föredrag eller annat program och sammankomsten avslutas med en måltid. Övriga program växlar mellan föredrag, seminarier - ibland i samarbete med institutionen för litteraturvetenskap och idéhistoria vid Stockholms universitet, temadagar, uppläsningsaftnar - ofta med musikaliska inslag, scenframträdanden, filmaftnar - det finns sju filmer, som bygger på verk av Hjalmar Söderberg och ett bildspel – teaterbesök och olika stads- eller kyrkogårdsvandringar i Söderbergs spår. Programmen avslutas ibland med en måltid. 

### Längre resor

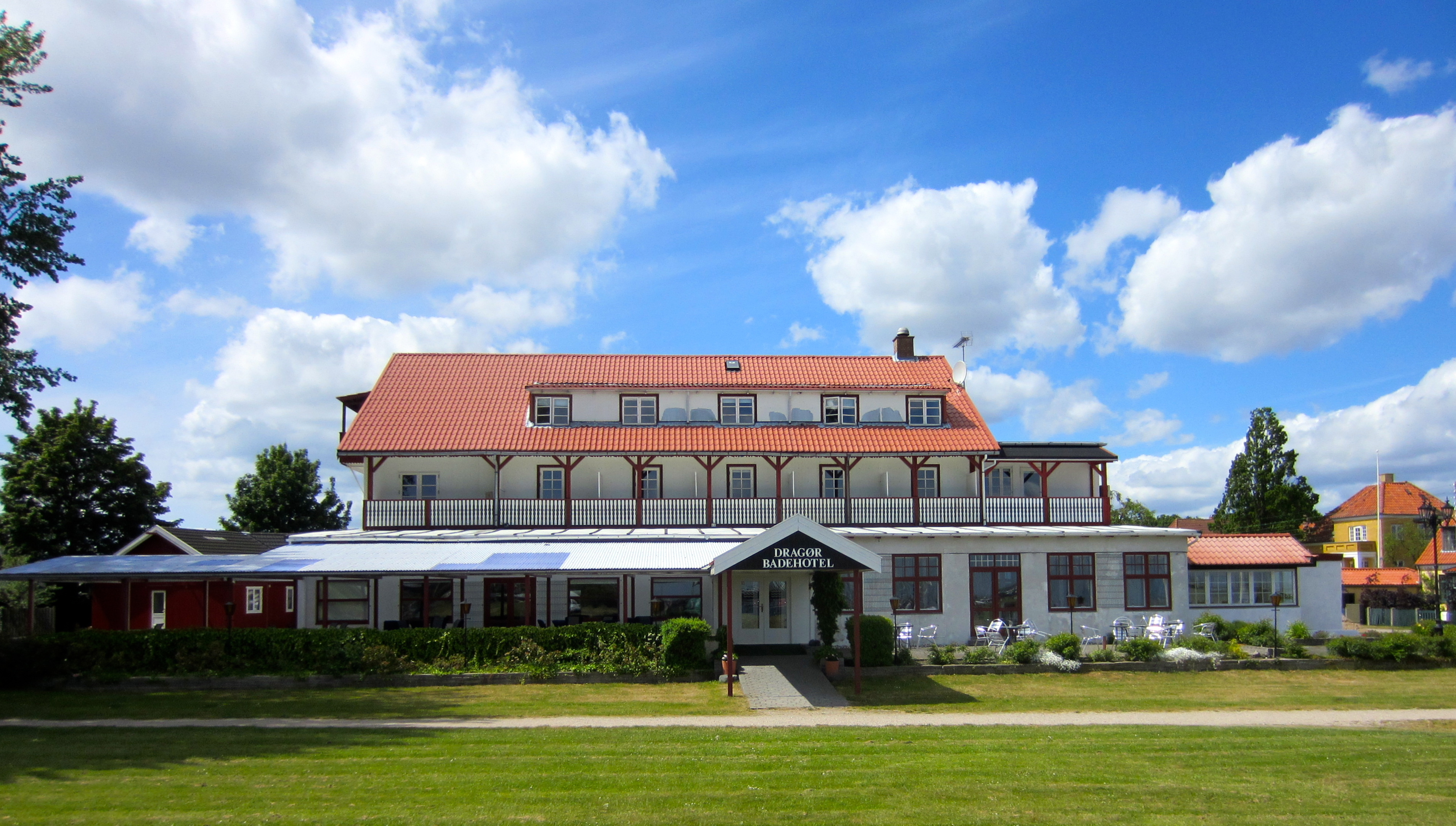
Dragør Badehotel är en plats som sällskapet har besök vid några tillfällen. På hotellet skrev Söderberg under sommaren 1908 på tankeboken Hjärtats oro.

En gång om året, vanligen på våren eller början av hösten, organiseras en utflykt i Stockholm eller dess omgivningar - till lands eller till sjöss - i Hjalmar Söderbergs spår. Ett tiotal gånger har sällskapet företagit en längre resa till någon plats där Söderberg har bott eller som han har besökt: Kristianstad, Köpenhamn och Frederiksberg, Paris, Dalby i Värmland, Uppsala, Ragunda, Strängnäs, Mariefred, München, Mölle, och nordvästra Skåne - Herrevadskloster, Torsebro liksom Bornholm, Visby och Göteborg. Hösten 2013 genomfördes en resa till norra Tyskland - Hamburg,  Altona och Lübeck. I maj 2014 gjordes en ny resa till Kristianstad. Detta uppmärksammades av Sune Johannesson i Kristianstadsbladet med en artikel den 9 maj 2014 - "I Söderbergs sällskap"'. Hösten 2022 genomfördes ännu en resa till Kristianstad. Sällskapet genomförde även en resa till Helsingfors hösten 2023.

## Publicering och media

### DELS och bokmässan i Göteborg
De Litterära Sällskapen i Sverige (DELS) utgör en gemensam plattform och forum för de över 100 litterära sällskapen i Sverige. Söderbergsällskapet är medgrundare till intresseorganisation, som startade år 1990. Två temanummer 1-1994 och 3-2006, som handlar om Hjalmar Söderberg, har givits ut av DELS i tidskriften Parnass. DELS deltar regelmässigt i Bokmässan i Göteborg liksom Söderbergsällskapet brukat göra.

### Söderbergsällskapets skriftserie

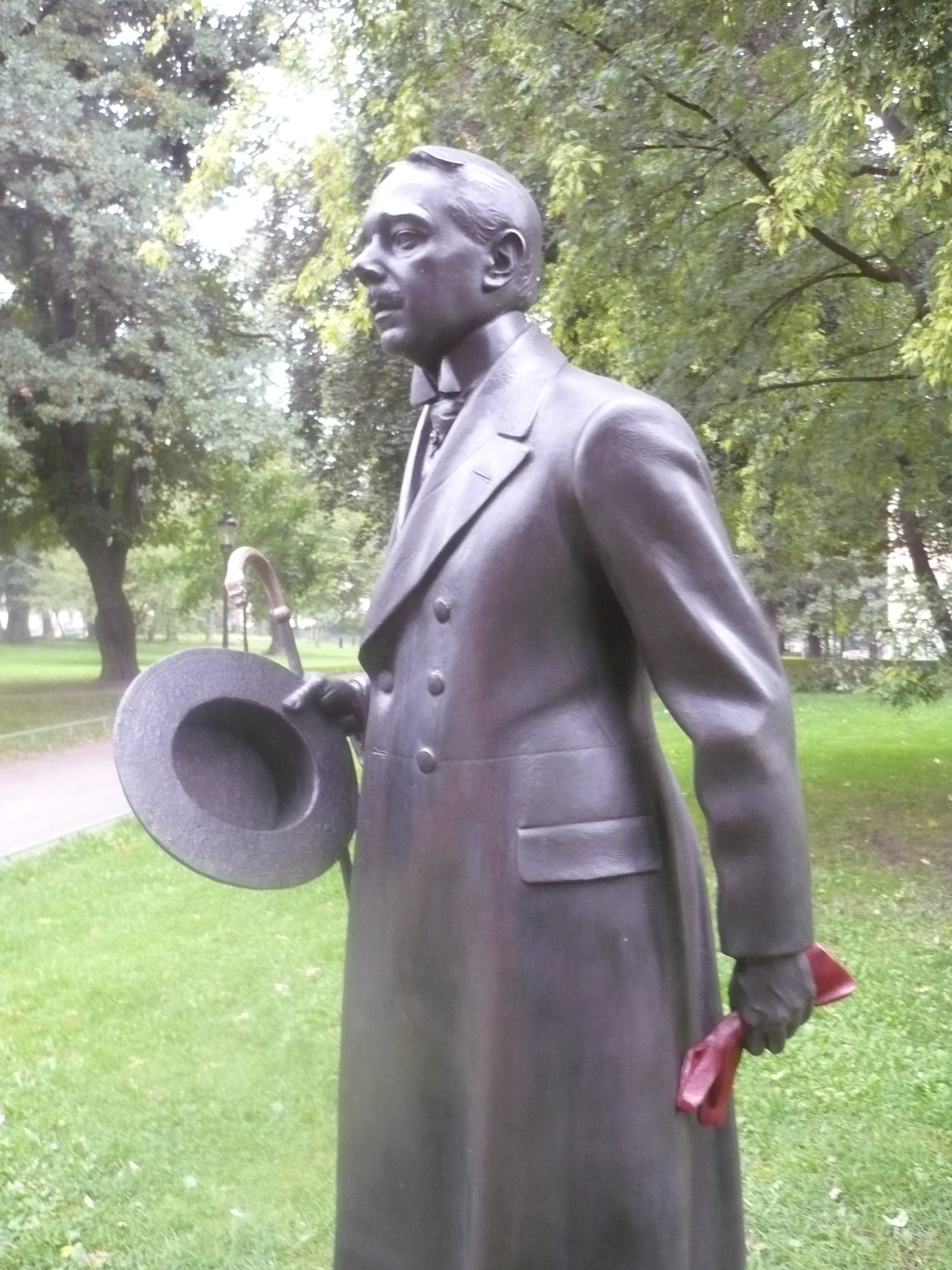
Staty av Hjalmar Söderberg, avtäckt den 11 september 2010 i Humlegården utanför Kungliga biblioteket i Stockholm.

Söderbergsällskapet utger en skriftserie, som hittills omfattar ett 30-tal skrifter. Skrifterna ges inte ut som årsböcker, utan kommer ut oregelbundet och med mycket varierande omfång. I en folder, som regelbundet uppdateras, redovisas Söderbergsällskapets skrifter och samtliga program från starten. 
Förteckning av Söderbergsällskapets skriftserie:
1. Holmbäck, Bure (1985). Hjalmar Söderbergs Stockholm. Höjerings Stockholmianaserie, 99-0355649-7 ; 23[Hjalmar Söderberg sällskapets skriftserie ; 1]. Stockholm: Höjering. Libris 7790597. ISBN 91-970161-5-2
2. Holmbäck, Bure (1986). Kring världens medelpunkt: om Operakällaren i Hjalmar Söderbergs verk. Hjalmar Söderberg sällskapets skriftserie, 0283-0256 ; 2. [Täby]: [B. Holmbäck]. Libris 610386
3. Lundgren, Lars O. (1987). Liv, jag förstår dig inte: Hjalmar Söderbergs Doktor Glas. Hjalmar Söderberg sällskapets skriftserie, 0283-0256 ; 3. Stockholm: Carlsson. Libris 7665759. ISBN 91-7798-149-9
4. Holmbäck, Bure; Rinaldo Sten (1987). Flanören och vattenvärlden: en essay om hav och vattendrag hos Hjalmar Söderberg. Hjalmar Söderberg sällskapets skriftserie, 0283-0256 ; 4. Stockholm: Höjering. Libris 717493
5. Söderberg, Hjalmar; Hjelmstedt Lennart, Holmberg Hans (1988). Hjalmar Söderberg i Kristianstad. Hjalmar Söderberg sällskapets skriftserie, 0283-0256 ; 5. Kristianstad: Kristianstadsbladet. Libris 7793348. ISBN 91-971064-0-2
6. Holmbäck, Bure (1988). Hjalmar Söderberg: ett författarliv. Hjalmar Söderberg sällskapets skriftserie, 0283-0256 ; 6. Stockholm: Bonnier. Libris 7147438. ISBN 91-0-047295-6
7. Holmbäck, Bure (1991). Hjalmar Söderberg och passionerna. Söderbergsällskapets skriftserie, 1100-4304 ; 7. Stockholm: Natur och kultur. Libris 7228711. ISBN 91-27-02269-2
8. Ciaravolo, Massimo (1994). Den insiktsfulle läsaren: några drag i Hjalmar Söderbergs litteraturkritik. Söderbergsällskapets skriftserie, 1100-4304 ; 8. Täby: Söderbergsällsk. Libris 1901328. ISBN 91-972342-0-6
9. Holmbäck Bure, red (1995). Den mångsidige Stockholmsflanören: perspektiv på Hjalmar Söderbergs debutroman Förvillelser. Höjerings Stockholmianaserie, 99-0355649-7 ; 33Söderbergsällskapets skriftserie, 1100-4304 ; 9. Stockholm: Höjering. Libris 7796306. ISBN 91-972135-2-7, Bidrag av: Hjalmar Söderberg, Carl-Eric Nordberg, Christina Enell-Eriksson, Bure Holmbäck, Inga Söderblom, Magdalena Gram, Lars O. Lundgren och Elena Balzamo.
10. Lundgren, Lars O. (1998). Kring Hjalmar Söderberg: fem miniatyrer. Söderbergsällskapets skriftserie, 1100-4304 ; 10. Täby: Söderbergsällsk. Libris 7796881. ISBN 91-972342-1-4
11. Ciaravolo, Massimo (2000). En ungdomsvän från Sverige: om mottagandet av Hjalmar Söderbergs verk i Finland 1895-1920. Skrifter / utgivna av Svenska litteratursällskapet i Finland, 0039-6842 ; 621Söderbergsällskapets skriftserie, 1100-4304 ; 11. Helsingfors: Svenska litteratursällsk. i Finland. Libris 7903096. ISBN 951-583-053-2
12. Balzamo, Elena (2001). Den engagerade skeptikern: Hjalmar Söderberg och politiken. Svenska humanistiska förbundet, 0346-6027 ; 114Söderbergsällskapets skriftserie, 1100-4304 ; 12. Stockholm: Carlsson. Libris 8372241. ISBN 91-7203-416-5
13. Holmbäck, Bure (2002). Hjalle och Bigge: om Hjalmar Söderberg och Birger Mörner. Söderbergsällskapets skriftserie, 1100-4304 ; 13. Täby: Söderbergsällsk. Libris 8888247
14. Viljans frihet och mordets frestelse: iakttagelser angående Doktor Glas. Söderbergsällskapets skriftserie, 1100-4304 ; 14. Stockholm: Proprius. 2003. Libris 8909893. ISBN 91-7118-909-2, Bidrag av: Nils O. Sjöstrand, Björn Sahlin, Lars Sjöstrand & Bure Holmbäck.
15. Swartz, Per-Olof (2005). Hjalmar Söderbergs danska familj. Söderbergsällskapets skriftserie, 1100-4304 ; 15. Täby: Söderbergsällskapet. Libris 10186817. ISBN 91-972342-2-2
16. Holmbäck, Bure (2007). "Ett teateridyllens Eden": om Humlegården i Hjalmar Söderbergs författarskap. Söderbergsällskapets skriftserie, 1100-4304 ; 16. Täby: Föreningen Biblis. Libris 10521596. ISBN 9789170002335
17. Swartz, Per-Olof (2009). En främling i världen: om Mikael Söderberg och hans hustru Eugénie. Söderbergsällskapets skriftserie, 1100-4304 ; 17. Täby: Söderbergsällskapet. Libris 11912595. ISBN 978-91-977970-0-9
18. Söderberg, Mikael (2009). Samlade berättelser. Söderbergsällskapets skriftserie, 1100-4304 ; 18. Täby: Söderbergsällskapet. Libris 11912550. ISBN 978-91-977970-1-6
19. Sjöstrand Nils O., red (2010). Läkarens plikt och moralens flytande tillstånd: synpunkter på Hjalmar Söderbergs Doktor Glas. Söderbergsällskapets skriftserie, 1100-4304 ; 19. Stockholm: Proprius. Libris 11896610. ISBN 978-91-7118-934-9, Bidrag av: Bure Holmbäck, Lars O. Lundgren, Nils O. Sjöstrand, Björn Sahlin, Bertil Wikman, Hans Persson. Lars Sjöstrand, Kerstin Ekman, Majgull Axelsson, Lars Erik Böttiger, Tommy Olofsson, Carl Lindgren och Kaj Attorps.
20. Hall, Jesper (2010). Hjalmar Söderberg och schackspelet. Söderbergsällskapets skriftserie, 1100-4304 ; 20. Stockholm: Atlantis. Libris 11855639. ISBN 978-91-7353-406-2
21. Thörnvall, Olle (2011). Tankens konst: en essä om Hjalmar Söderbergs noveller. Söderbergsällskapets skriftserie, 1100-4304 ; 21. Lund: Ellerström. Libris 12299450. ISBN 978-91-7247-280-8
22. Sjöstrand, Nils O. (2012). Stockholms nattblå himmel och pillrets onda kraft: staden, läkaren, nattvarden och giftet i Hjalmar Söderbergs Doktor Glas. Söderbergsällskapets skriftserie, 1100-4304 ; 22. Stockholm: Proprius. Libris 13535179. ISBN 978-91-7118-939-4

- 23:1:1 Söderberg, Hjalmar; Sahlin Björn, Sjöstrand Nils O. (2021). Preludier: ungdomsnoveller, kåserier samt en tidskommentar 1887-1896. Samlade skrifter / Hjalmar Söderberg ; 1:1 Söderbergsällskapets skriftserie, 1100-4304 ; nr 23:1:1. Stockholm: Lind & Co. Libris 14732161. ISBN 9789185801367
- 23:1:2 Söderberg, Hjalmar; Sahlin Björn, Sjöstrand Nils O., Edström Johnny (2021). Dikter. Söderbergsällskapets skriftserie, 1100-4304 ; nr 23:1:2 Samlade skrifter / Hjalmar Söderberg ; 1:2. Stockholm: Lind & Co. Libris 4h95thcv2qlc6shh. ISBN 9789185801428
- 23:2. Söderberg, Hjalmar; Holmbäck Bure, Sahlin Björn (2012). Förvillelser: berättelse. Söderbergssällskapets skriftserie, 1100-4304 ; 23:2 Samlade skrifter / Hjalmar Söderberg ; 2. Stockholm: Lind & Co. Libris 12163405. ISBN 978-91-85801-35-0
- 23:6. Söderberg, Hjalmar; Holmbäck Bure (2012). Martin Bircks ungdom: berättelse. Söderbergsällskapets skriftserie 1100-4304 23:6 Samlade skrifter / Hjalmar Söderberg ; 6 ([Ny utg.] /redaktör: Bure Holmbäck). Stockholm: Lind & Co. Libris 12767352. ISBN 978-91-85801-39-8
- 23:7. Söderberg, Hjalmar; Holmbäck Bure, Sahlin Björn, Sjöstrand Nils O. (2014). Doktor Glas. Hjalmar Söderbergs samlade skrifter, 1100-4304 ; 23:7 Samlade skrifter / Hjalmar Söderberg ; 7 ([Ny utg.]). Stockholm: Lind & Co. Libris 16260075. ISBN 9789185801404
- 23:10. Söderberg, Hjalmar; Holmbäck Bure, Sahlin Björn (2012). Den allvarsamma leken. Söderbergssällskapets skriftserie, 1100-4304 ; 23:10 Samlade skrifter / Hjalmar Söderberg ; 10. Stockholm: Lind & Co. Libris 12281720. ISBN 978-91-85801-38-1
- 23:11. Söderberg, Hjalmar; Holmbäck Bure, Sahlin Björn, Sjöstrand Nils O. (2017). Litteratur och litteratörer. 1 : Litteraturkritik. Samlade skrifter / Hjalmar Söderberg ; 11Söderbergsällskapets skriftserie, 1100-4304 ; 23:11. Stockholm: Lind & Co. Libris 14732162. ISBN 978-91-85801-37-4
- 23:12. Söderberg, Hjalmar; Holmbäck Bure, Sahlin Björn, Sjöstrand Nils O. (2017). Litteratur och litteratörer. 2, Litteraturkritik. Samlade skrifter / Hjalmar Söderberg ; 12 Söderbergsällskapets skriftserie, 1100-4304 ; 23:12. Stockholm: Lind & Co. Libris 19733205. ISBN 978-91-85801-41-1
- 24. Cullberg, Johan; Sahlin Björn (2014). Märta och Hjalmar Söderberg : En äktenskapskatastrof. Söderbergssällskapets skriftse, 1100-4304 ; 24. Natur & Kultur. Libris 16466739. ISBN 9789127138452
- 25. Högström, Jesper (2017). Lusten och ensamheten: en biografi över Hjalmar Söderberg. Söderbergsällskapets skriftsserie, 1100-4304 ; nr 25. Stockholm: Weyler. Libris 20559772. ISBN 978-91-7681-071-2
- 26. Syréhn, Gunnar (2018). Den landsflyktige stockholmaren: Hjalmar Söderberg och Danmark. Söderbergsällskapets skriftserie, 1100-4304 ; 26. [Möklinta]: Gidlunds förlag. Libris 4d5nmsn020w784hx. ISBN 9789178449996
- 27. Hjalmar Söderberg 1869-2019, Särtryck (2019) ur: Söderberg, Hjalmar; Attorps Kaj (2008). Jag tror på köttets lust och på själens obotliga ensamhet: Hjalmar Söderberg : de bästa citaten. Stockholm: Lind & Co. sid. 5-34. Libris 10968954. ISBN 9789185801329

### Hjalmar Söderberg i radio

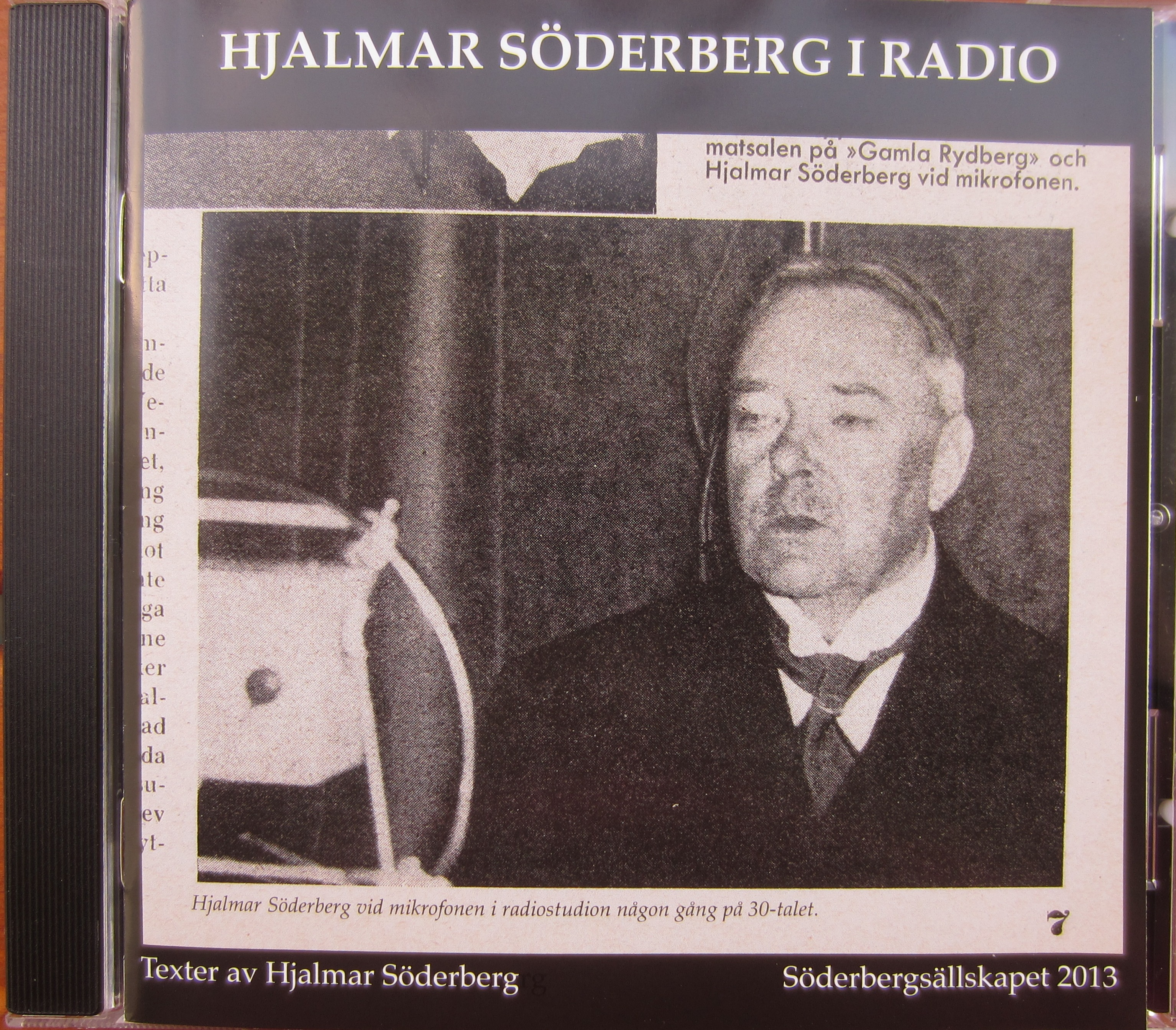
Hjalmar Söderberg i radio, CD-skiva utgiven 2013 av Söderbergsällskapet.

Söderbergsällskapet gav 2013 ut en CD-skiva kallad ”Hjalmar Söderberg i radio”. Den innehåller sex inspelningar med en speltid på nära 59 minuter. Två av dessa är uppläsningar på 11 minuter av Söderberg själv. Den ena när han läser - och sjunger ett sopranparti - ur ”En Stockholmskrönika från sekelskiftet”, inspelad 28 augusti 1934. Den andra är när han läser ett avsnitt ur ”Mina minnen av Oscar Levertin”, inspelad 15 mars 1936. 
Övriga avsnitt är när Bo Bergman berättar om Hjalmar Söderbergs studentexamen från en inspelning den 25 april 1964 (4 minuter), Georg Funkquist läser novellen ”Kyrkoherdens kor” på en inspelning från den 14 september 1964 (15 minuter), Anna Lindahl läser ur ”Martin Bircks ungdom” - inspelad den 12 juni 1950 (5 minuter) och Toivo Pawlo läser första avsnittet ur ”Förvillelser” från "Radioföljetongen" den 2 oktober 1962 (23 minuter). Skivan ligger i en kassett tillsammans med texthäftet ”Röster om Hjalles röst” författat av Claes Djurberg och Nils O. Sjöstrand. Tre karikatyrer av Hjalmar Söderberg utförda av Albert Engström illustrerar utgåvan.

### Samlade verk
Hjalmar Söderbergs samlade verk har getts ut vid flera tillfällen:
- Den första kortfattade utgåvan är en samling texter kallad Valda sidor (1908), som bland annat innehåller ett urval dikter, hälften av Historietterna och ett tiotal noveller samt avsnitt ur Martin Bircks ungdom, Gertrud och Doktor Glas.
- Den andra utgåvan var "Skrifter" i tio band 1919-21. Dessa redigerades och kommenterades av Söderberg själv.
- Två år efter Söderbergs död gav Bonniers förlag ut "Samlade verk" i tio volymer. De var kommenterade och redigerade av Tom Söderberg och Herbert Friedländer.
- I samband med 100-årsminnet av Hjalmar Söderbergs födelse gavs "Hjalmar Söderbergs skrifter" ut i två band på tunt papper och med Olle Holmberg som redaktör.
- Åren 1977-78 kom en utgåva på Liber förlag med titeln "Skrifter" ut i nio band. De var redigerade av Hans Levander och med inledning av Per Wästberg.
- Från 2012 ger förlaget Lind & Co ut "Hjalmar Söderberg - samlade skrifter" i 17 volymer (18 band). Här finns allt med; romanerna, novellerna och dramatiken, så även dikter, kåserier, litteratur-, teater- och samhällskritik samt polemik, liksom religionsforskning och minnen. Utgivningtakten är beräknad till någon volym per år. Redaktion för de samlade skrifternas två första volymer utgjordes av Bure Holmbäck och Björn Sahlin. De presenterade Söderbergs hela författarskap med noter och kommentarer, som fördjupar inblicken i hans värld och tidsperiod.

I januari 2012 gavs två delar ut -  Förvillelser (Band 2) och Den allvarsamma leken (Band 10). En tredje volym kom ut i september 2012; Martin Bircks ungdom (Band 6) med kommentarer och noter av Bure Holmbäck. I december 2014 kom ytterligare en del - Doktor Glas (Band 7) - under redaktion av Bure Holmbäck, Björn Sahlin och Nils O. Sjöstrand. 
Därefter har ytterligare delar givits ut – 2017 kom Litteratur och litteratörer del 1 (Band 11) och Litteratur och litteratörer del 2 (Band 12). År 2021 kom "Preludier" (Band 1:1) och Dikter (Band 1:2).
Kvarstående band att publicera:
- 3.  Historietter. Kåserier.
- 4.  Noveller 1: Främlingarna. Det mörknar över vägen.
- 5.  Noveller 2: Den talangfulla draken. Resan till Rom.
- 8.  Hjärtats oro.
- 9.  Dramatik: Gertrud. Aftonstjärnan. Ödestimmen.
- 13. Teaterkritik.
- 14. Tidskommentarer och polemik.
- 15. Religion 1: Javes eld. Jesus Barabbas.
- 16. Religion 2: Den förvandlade Messias.
- 17. Minnesbilder. Aforismer. Otryckt.

David Andersson har i en artikel i Axess nr 3-2012 kommenterat utgivningen: 
| ” | Lind & Co gör en utomordentlig kulturinsats genom sin utgivning av Söderbergs samlade verk. Det skall bli spännande att följa fortsättningen. Inte minst ser jag fram emot att ta del av de Söderbergtexter som tidigare inte har varit publicerade i bokform. Det gäller framför allt åtskilligt av hans litteratur- och teaterkritik, hans kåserier och debattinlägg. | „ |

Om utgivningen publicerade Dagens Nyheter den 9 januari 2012 en artikel, "Motsatsernas sköna polemik", av Kurt Mälarstedt. I artikeln "En långvarig kärlekshistoria" från den 25 mars 2012 i Sydsvenskan  har även Arvid Jurjaks refererat utgivningen av "Hjalmar Söderberg - samlade skrifter".

### Söderbergsamlingen vid Göteborgs universitetsbibliotek

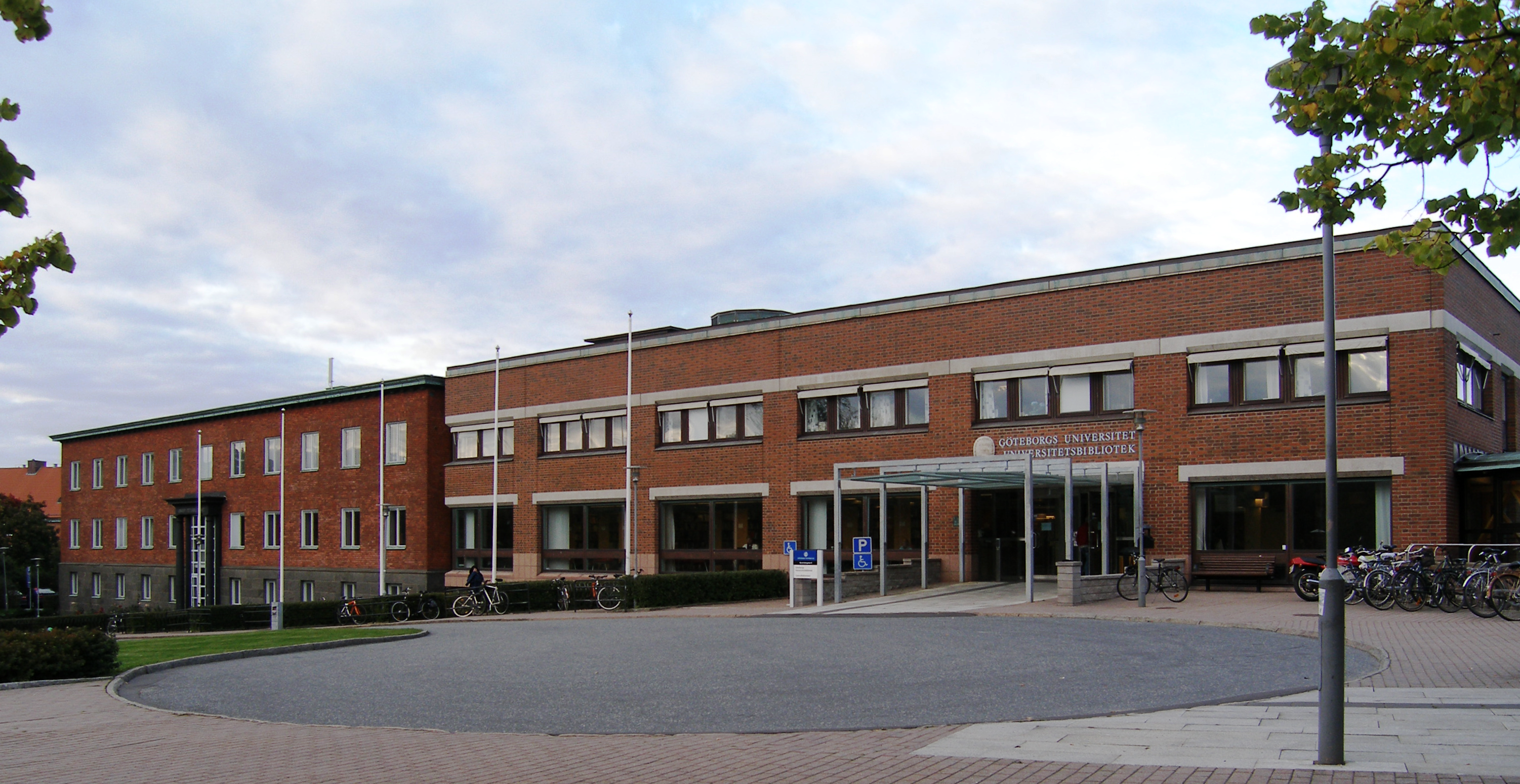
Göteborgs universitetsbibliotek – Humanisten – med bland annat Handskriftsavdelningen.

Söderbergs familj har vårdat sig om hans litterära kvarlåtenskap och valt att överlåta merparten av hans korrespondens och ett flertal originalmanuskript liksom Tom Söderbergs fotosamling till Göteborgs universitetsbibliotek. 
Fem ”större” originalmanuskript har inte kommit från familjen Söderberg, utan dessa donerades redan 1937 av apotekare Gustaf Bernström till biblioteket, tillsammans med ett antal andra manuskript av bland andra Gustaf Fröding, Selma Lagerlöf och Verner von Heidenstam. Denna donation av manuskript byggdes på 1949 genom köpet av Hjalmar Söderbergs skriftliga kvarlåtenskap från hans änka Emilie Söderberg i Köpenhamn. Detta kunde ske med stöd av anslag från Stiftelsen Wilhelm och Martina Lundgrens vetenskapsfond. 
Man kan därför säga, att Söderbergarkivet i huvudsak kommer från två olika håll. Materialet har därefter utökats med viktiga tillskott i form av brev, strömanuskript och en mängd foton. Korrespondens, foton och manuskript har legat till grund för ett flertal artiklar, böcker och avhandlingar – senast Miranda Landens doktorsavhandling om Hjalmar Söderbergs noveller (2013) liksom Jesper Högströms biografi över Hjalmar Söderberg (2017).

### Akademiska avhandlingar med anknytning till Söderbergs författarskap

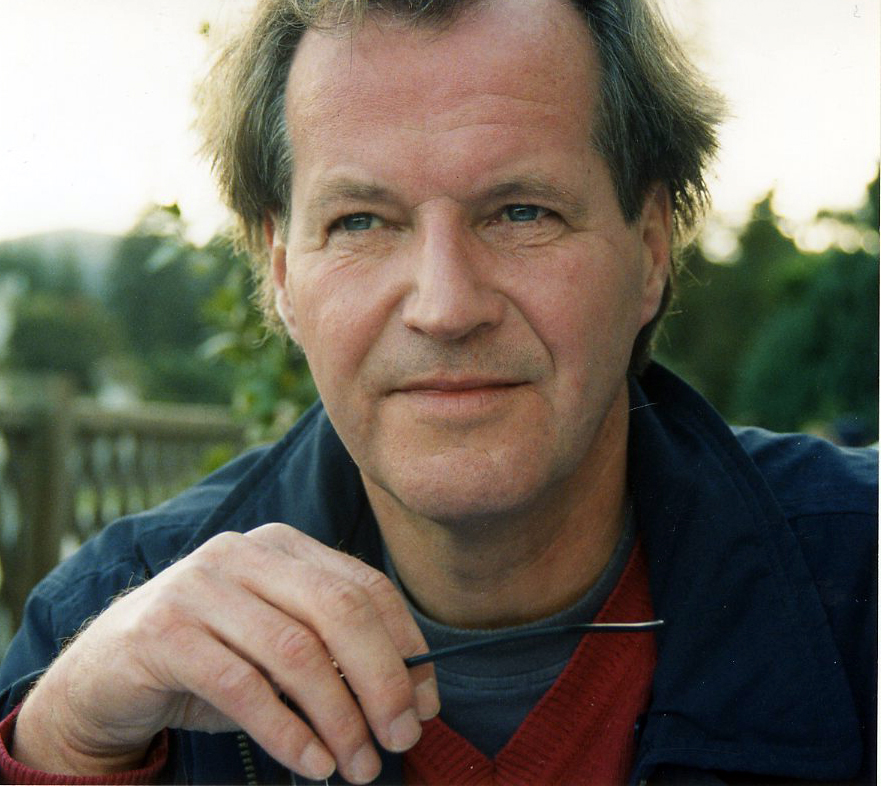
Tommy Olofsson lade fram sin avhandling vid Lunds universitet 1981 och har därefter bland annat varit verksam vid Linnéuniversitetet i Växjö.

- Rein, Sten (1962). Hjalmar Söderbergs Gertrud: studier kring ett kärleksdrama. Stockholm: Bonnier. Libris 11894
- Greco, Giuseppe (1969) (på italienska). Hjalmar Söderberg. Roma. Libris 253183
- Holmbäck, Bure (1969). Det lekfulla allvaret: studier över erotiska och polemiska motiv i Hjalmar Söderbergs roman Den allvarsamma leken mot bakgrund av hans tidigare författarskap. Stockholm: Bonnier. Libris 11919
- Olofsson, Tommy (1981). Frigörelse eller sammanbrott?: Stephen Dedalus, Martin Birck och psykologin. Stockholm: Wahlström & Widstrand. Libris 7280620. ISBN 91-46-13950-8
- Sundberg, Björn (1981). Sanningen, myterna och intressenas spel: en studie i Hjalmar Söderbergs författarskap från och med Hjärtats oro = Wahrheit, Mythen und das Spiel von Interessen : eine Studie über Hjalmar Söderberg, beginnend mit Hjärtats oro = [Truth, myths and the play of interests] : [a study of the work of Hjalmar Söderberg beginning with Hjärtats oro]. Skrifter utgivna av Litteraturvetenskapliga institutionen vid Uppsala universitet, 0346-7856 ; 15. Uppsala: Univ. Libris 7402311. ISBN 91-506-0291-8
- Lagerstedt, Sven (1982). Hjalmar Söderberg och religionen. Stockholm studies in history of literature, 0491-0869 ; 24. Stockholm: Almqvist & Wiksell international. Libris 7222770. ISBN 91-22-00564-1
- Ljungberg, Lars (1982). Alltför mänskligt: om Hjalmar Söderbergs kristendomskritik = [All too human] : [Hjalmar Söderberg's criticism of Christianity]. Livsåskådningsforskning, 99-0167110-8 ; 3. Lund: Doxa. Libris 7437134. ISBN 91-578-0140-1
- Lundgren, Lars O. (1987). Liv, jag förstår dig inte: Hjalmar Söderbergs Doktor Glas. Hjalmar Söderberg sällskapets skriftserie, 0283-0256 ; 3. Stockholm: Carlsson. Libris 7665759. ISBN 91-7798-149-9
- Ciaravolo, Massimo (1994). Den insiktsfulle läsaren: några drag i Hjalmar Söderbergs litteraturkritik. Söderbergsällskapets skriftserie, 1100-4304 ; 8. Täby: Söderbergsällsk. Libris 1901328. ISBN 91-972342-0-6
- Wahlström, Maria (2012). Jag är icke heller en: den svenska dagboksromanen. Lund: Ellerström. Libris 12442531. ISBN 978-91-7247-288-4
- Landen, Miranda (2013). Och nu börjar historien: Hjalmar Söderbergs novellkonst. Stockholm: Atlantis. Libris 13589314. ISBN 978-91-7353-610-3

### Sven LuttermansSöderbergsamlingvid Kungliga biblioteket

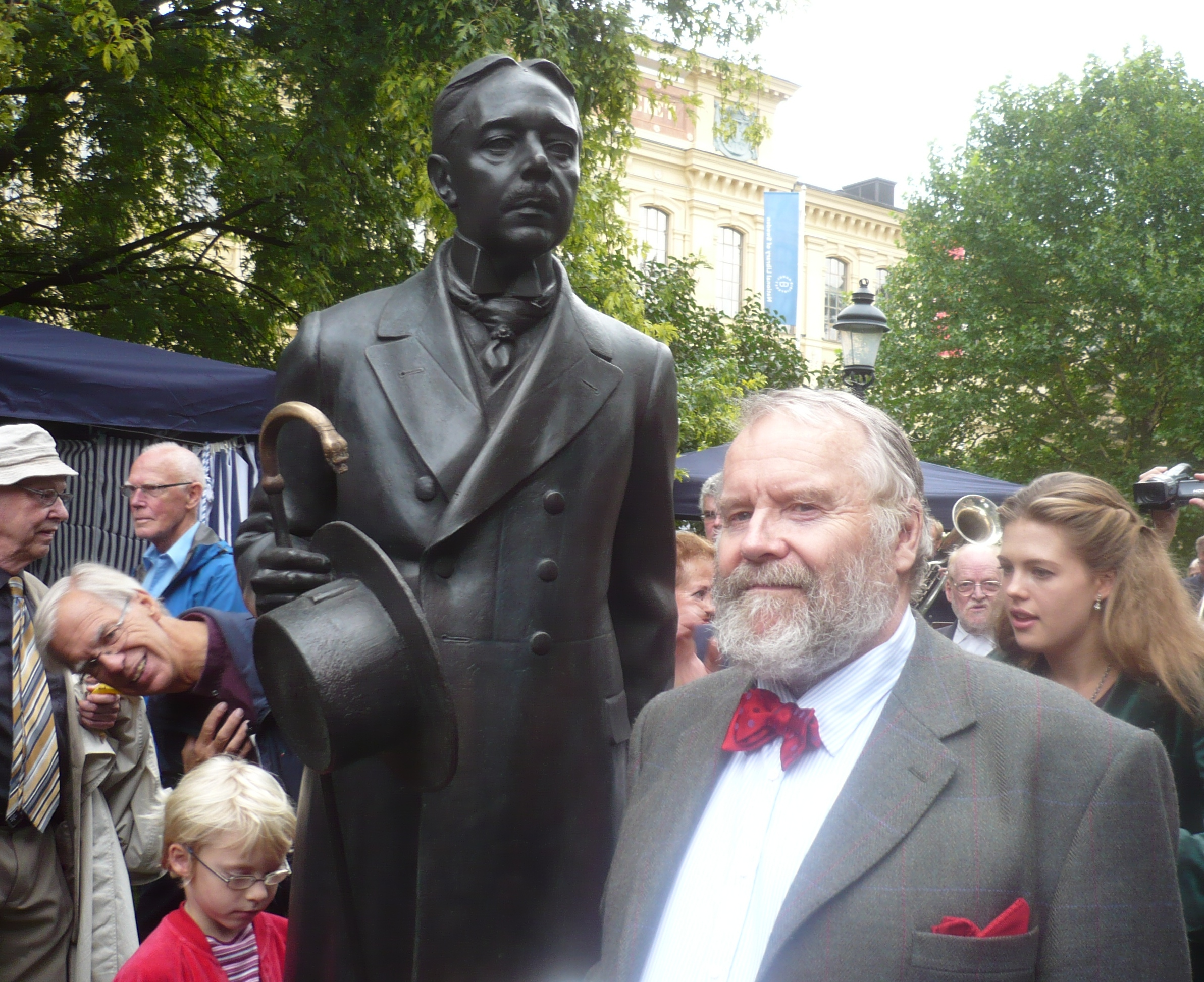
Sällskapets dåvarande ordförande Nils O. Sjöstrand vid avtäckningen av Hjalmar Söderbergstatyn utanför Kungliga biblioteket i Humlegården.

Sven Lutterman (1915-90) var en bibliofil borgmästare i Norrköping som samlade Hjalmar Söderbergs samtliga tryckta verk, jämte excerpter, klipp och hade lagt upp ett omsorgsfullt kartotek. Detta kartotek har kopierats och bundits till en katalog omfattande två volymer. Samlingen överlämnades 1983 som gåva till Kungliga biblioteket. Den 18 mars 2003 utökades samlingen då första delen av en samling tidningsurklipp överlämnades av Söderbergsällskapet på Bure Holmbäcks 80-årsdag. Klippsamlingen omfattar tiden från 1888 och fram till nutid och innehåller närmare 15 000 klipp. Första delen är sammanställd av Herbert Friedländer och den senare av Bure Holmbäck.

## Minnesbilder av Hjalmar Söderberg

### Hjalmar Söderberg - som staty utanför Kungliga biblioteket
Den 11 september 2010, samma år som Söderbergsällskapet fyllde 25 år, avtäcktes en bronsstaty över Hjalmar Söderberg. Denna realistiska staty i naturlig storlek skänktes av sällskapet till Stockholms stad och står framför Kungliga biblioteket i Humlegården, Stockholm. Staty och sockel är utförda av skulptören Peter Linde. Gjutningen har utförts av Herman Bergmans Konstgjuteri AB. Statyn står på en 600 kilo tung sockel av vätögranit. Kostnaden för staty och sockel uppgick till drygt 500 000 kronor. Vem som skulle sköta om statyn, som står på statlig mark, löstes genom att Stockholms stad tog på sig ansvaret för detta.
Konstnären har på ett kongenialt sätt fångat Söderberg i tidstypisk klädsel mitt i steget, med hatten lyft till hälsning mot besökaren till biblioteket, spatserkryckan med ägarens kännetecken i den ena handen och de röda handskarna i den andra – i likhet med en av Söderbergs romanfigurer.

### Minnesplaketter

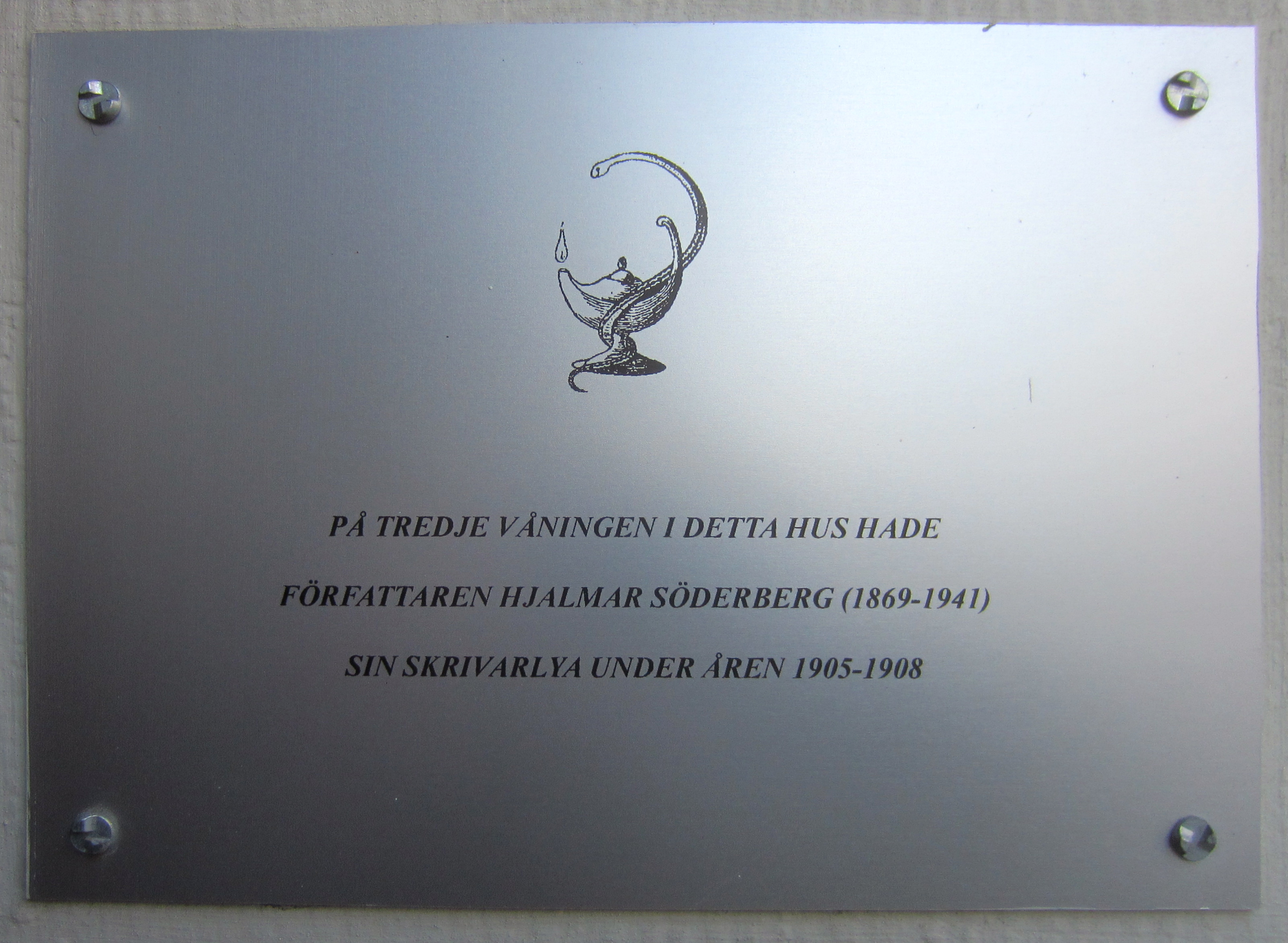
Plakett på Rådmansgatan 73 där Hjalmar Söderberg hade en dubblett, som "skrivarlya", på tredje våningen.

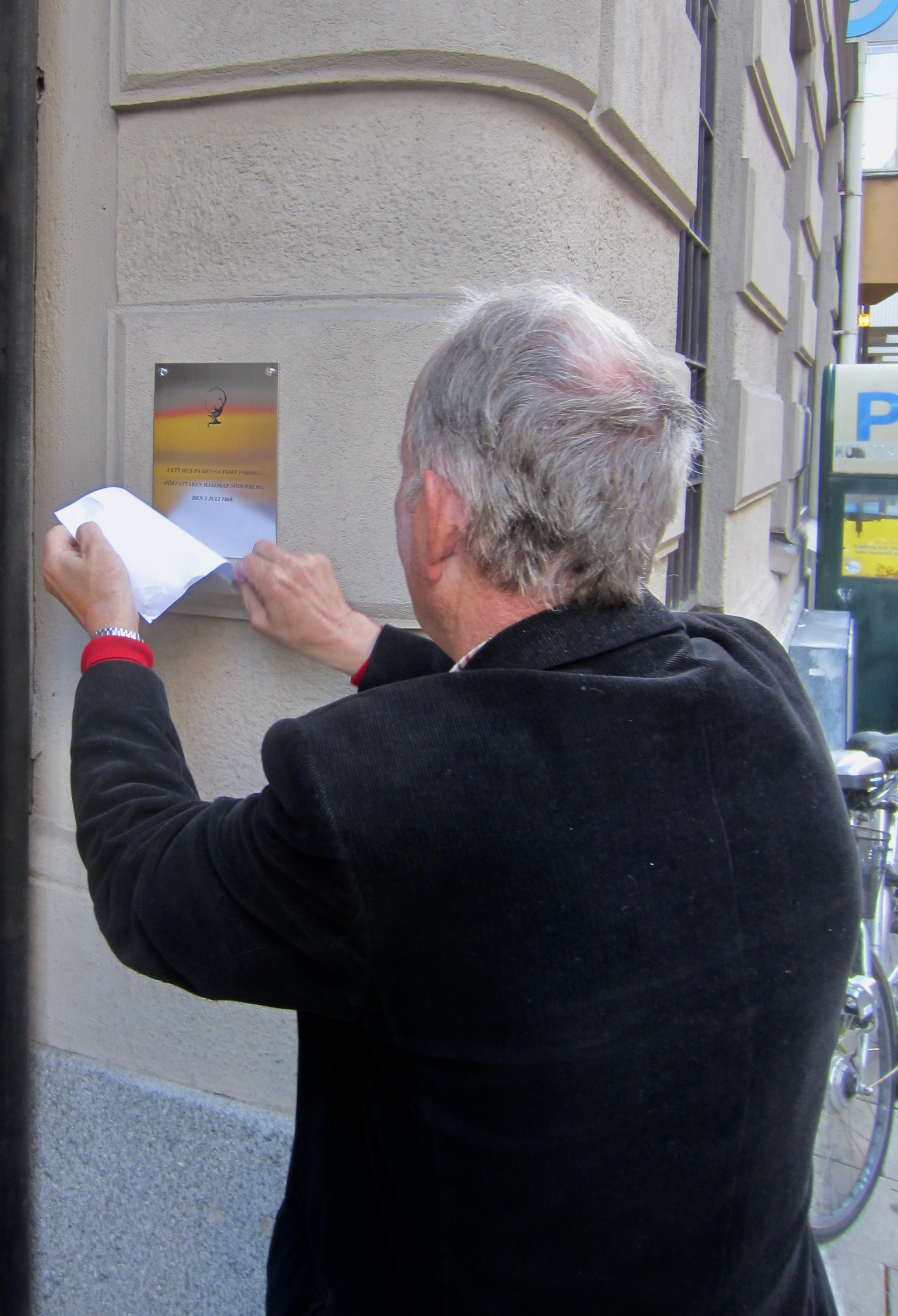
Avtäckning av en plakett på Grev Turegatan 35 i ett hus på den tomt där Hjalmar Söderberg föddes 1869.

Sedan 2007 har Söderbergsällskapet låtit sätta upp plaketter på hus med anknytning till Hjalmar Söderberg. Tre plaketter finns på Östermalm – den ena vid fastigheten på Grev Turegatan 35 där Söderberg föddes och den andra där familjen bodde på Styrmansgatan 51. Sonen Tom föddes på denna adress den 1 december 1900 i Hedvig Eleonora församling. Den tredje plaketten finns på Tyskbagargatan 9 där familjen Söderberg bodde från 1907.
I Vasastan finns också två plaketter, en på Observatoriegatan 6 där familjen var bosatt, och en annan på Rådmansgatan 73 där Söderberg hade en dubblett som "skrivarlya". Sonen Mikael föddes på Observatoriegatan 6 den 8 december 1903 i Adolf Fredriks församling.
Hjalmar Söderberg bodde, som relativt nygift på Floragatan 6 i Villastaden på Östermalm, och därefter under ett år på Södermalm med adress Folkungagatan 95. Dottern Dora föddes på denna adress den 10 november 1899 i Katarina församling i Stockholm.

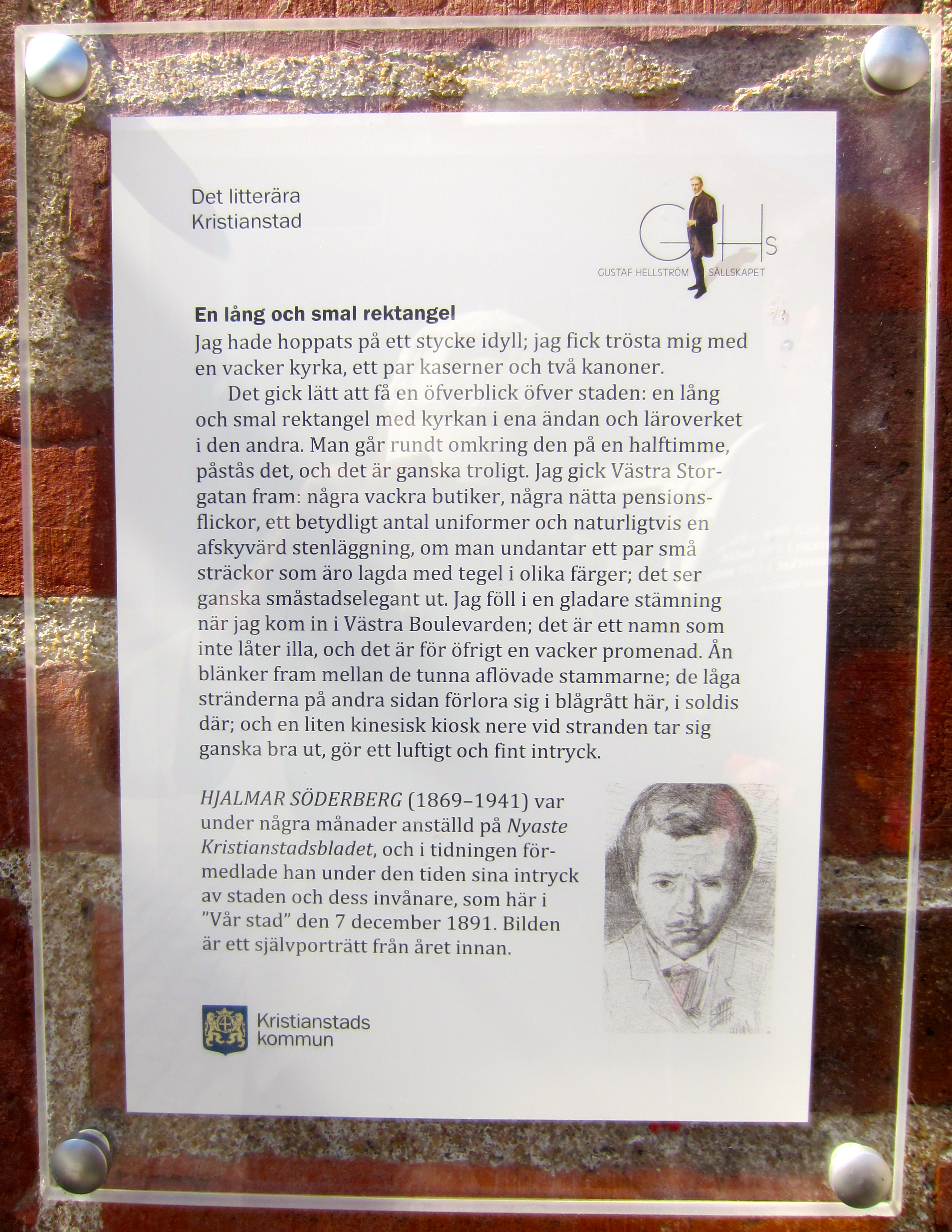
Plakett med information om tiden 1891-92 när Hjalmar Söderberg bodde i Kristianstad.

Även vid Brostugan på Kärsön finns en plakett sedan i september 2013. Här hyrde Söderbergs föräldrar under en sommar övervåningen i huset. Brostugan med omgivningar och Nockeby inspirerade Hjalmar Söderberg till sommaravsnittet i romanen “Martin Bircks ungdom”.

### En par litterära skyltar
Det finns ett 70-tal litterära skyltar på olika platser i Stockholm. En av de första finns sedan 1992 i Kungsträdgården vid Café Söderberg. Den har ett citat ur Hjalmar Söderbergs "Doktor Glas":

"Klockan slog tre kvart på fem i Jakobs kyrka. Jag tog mekaniskt upp min klocka för att se efter om den gick rätt, min hand fumlade och darrade så att jag tappade klockan i marken och glaset gick sönder. Då jag böjde mig ner för att ta upp den, såg jag att det låg ett piller på marken..."
Hjalmar Söderberg uppmärksammas sedan i mitten av december 2012 med en minnesskylt även i Kristianstad, där han var anställd vid tidningen Nyaste Kristianstadsbladet. Skylten i Kristianstad sitter på Regionmuseets fasad in mot gården vid Stora torg. Texten på skylten har titeln ”En lång och smal rektangel” och är ett utdrag från kåseriet ”Vår stad”. Hjalmar Söderberg skrev det i Nyaste Kristianstadsbladet den 7 december 1891.

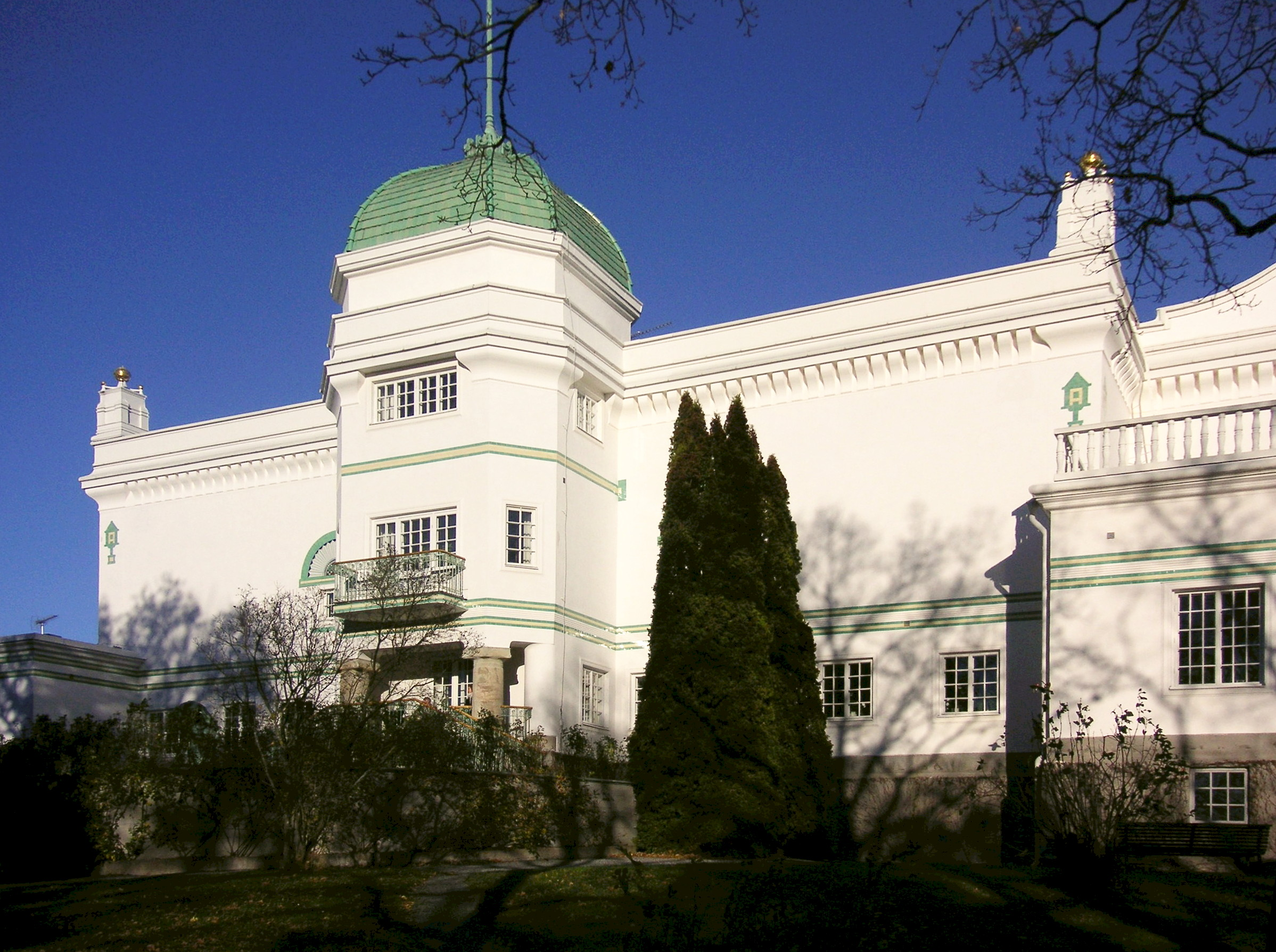
Thielska Galleriet, södra fasaden.

### Söderbergrummet vid Thielska galleriet
Familjen Thiel omgav sig gärna med goda vänner – både konstnärer och författare. I husets övervåning finns det ett gästrum, som har fått namn efter Hjalmar Söderberg, som brukade bo där under sina vistelser hos Ernest Thiel. Här finns författarens skrivbord, några av hans teckningar och hans porträtt målat av konstnären Gerda Wallander, som också tillhörde Thiels vänkrets.
Söderbergrummet tillkom 1969 på 100–årsdagen av Söderbergs födelse. Det invigdes i närvaro av representanter för familjen: Tom Söderberg och Dora Söderberg med sonen Rolf Carlsten, samt Betty Söderberg med maken Hakon Stangerup och sonen Henrik.
Ernest Thiel och Hjalmar Söderberg brevväxlade under mer än 30 år. De avhandlade allt från äktenskapliga problem och ekonomiska svårigheter till politik, teater och litteratur. Schack var ett gemensamt intresse. De hade ibland flera spel på gång samtidigt och skickade dragen till varandra via korta anteckningar i brev och på vykort.
För att erinra om 150-årsminnet av Hjalmar Söderbergs födelse 1869 anordnade Thielska galleriet en mer än årslång utställning från 19 september 2019 med titeln "Hjalmar Söderberg och bildkonsten". Utställningen varade till 2 januari 2022 och hade curerats av intendent Sophie Allgårdh.